# Куртев, Кирилл Стефан
Кирилл Стефан Куртев (болг. Кирил Стефан Куртев, при рождении Ко́лё Гео́ргиев Куртев болг. Кольо Георгиев Куртев; 18 июня 1891, Дрипчево, Болгария — 9 марта 1971, Куклен, Болгария) — болгарский религиозный деятель, Предстоятель Болгарской грекокатолической церкви, Апостольский экзарх Софии, титулярный епископ Бриулы. Участник Второго Ватиканского собора.

## Биография
Родился в православной крестьянской семье, в крещении назван Кольо.
Окончил начальное образование в своей родной деревне. Его родители поощряли его стремление к получению знаний и в 1901 году отправили его на учёбу в начальную школу при униатском монастыре в соседнем селе Мустракли, бывшей обители знаменитого во всей Одринской Фракии монаха Пантелеимона Суджакского. Мустраклийский монастырь был важным духовным центром болгарских католиков восточного обряда и сыграл значительную роль в распространении униатства в Болгарии.
В 1908 году окончил колледж ассумпционистов.
Направлен в высшую семинарию святого папы Льва в Стамбуле
8 сентября 1913 года архиепископом Михаилом Мировым рукоположен в сан диакона
1 июня 1914 года епископом Михаилом Петковым рукоположен в сан священника с именем Стефан в Соборе святого Илии в Эдирне.
5 декабря 1926 год рукоположен в сан епископа с именем Кирилл в честь равноапостольного просветителя славян, хиротония совершена в Базилике св. Климента в Риме.
С 1924 года — помощник администратора католиков византийского обряда Иосафата Козарова.
С 1925 года — и. о. администратора Экзархата болгарских греко-католиков.
25 июля 1926 год — утвержден Апостольским администратором Экзархата.
С 30 мая 1941 года — подал в отставку, уступив пост Ивану Гаруфалову, которого рукоположил в сан епископа.
В 1951 году, после смерти преосвященного Ивана Гаруфалова возвращается к управлению Экзархатом, будучи единственным католическим епископом в стране, принял под свою юрисдикцию верующих Никопольской и Софийско-Пловдивскую римо-католические епархии.
Участник Второго Ватиканского собора.

## Контакты с русской диаспорой
Благодаря знакомству с Куртевым Ирина Поснова получила возможность продолжить образование в Бельгии
В 1930 году рукопожил в сан епископа для русских католиков византийского обряда Петра Бучиса, а также в сан священника князя Александра Михайловича Волконского.